# Großes Everstorfer Moor
Das Große Everstorfer Moor ist ein Naturschutzgebiet in den niedersächsischen Gemeinden Heidenau und Halvesbostel im Landkreis Harburg und den Gemeinden Tiste und Kalbe in der Samtgemeinde Sittensen im Landkreis Rotenburg (Wümme).

## Allgemeines
Das Naturschutzgebiet mit dem Kennzeichen NSG LÜ 163 ist circa 461 Hektar groß. Ein großer Teil des Naturschutzgebietes ist Bestandteil des EU-Vogelschutzgebietes „Moore bei Sittensen“. Das Gebiet, das vom Arbeitskreis Naturschutz in der Samtgemeinde Tostedt betreut wird, steht seit dem 2. Mai 1988 unter Naturschutz. Zum 1. August 2024 wurde die Naturschutzverordnung neu gefasst und an die Anforderungen der Vogelschutzrichtlinie angepasst. Zuständige untere Naturschutzbehörden sind die Landkreise Harburg und Rotenburg (Wümme).

## Beschreibung

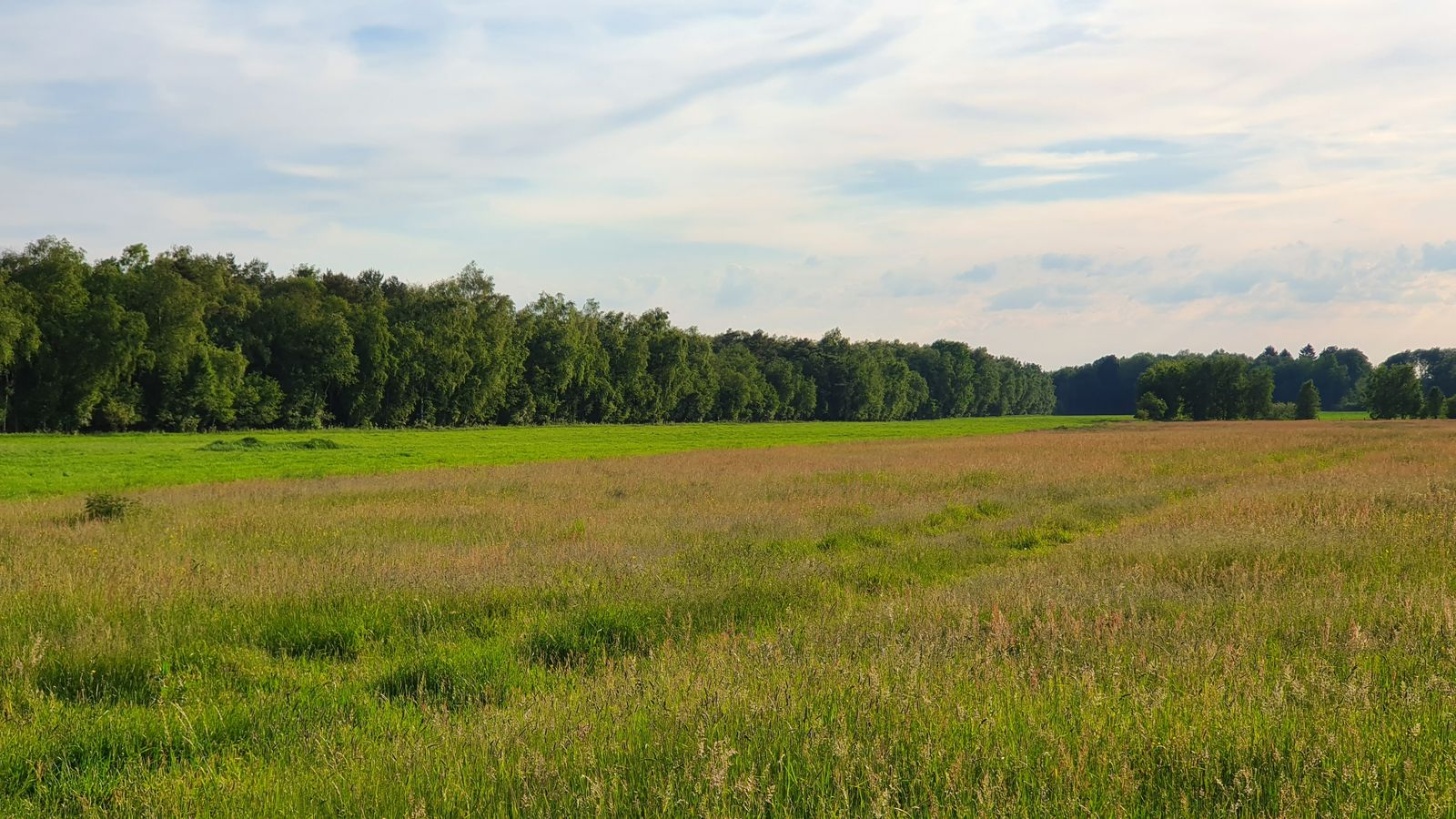
Grünland im Naturschutzgebiet

Das Naturschutzgebiet liegt nordwestlich von Tostedt zwischen Heidenau und Sittensen. Es handelt sich um den Rest eines ehemals ausgedehnten Hochmoorkomplexes. Der Moorkörper ist teilweise abgetorft. Im Zentrum des Schutzgebietes sind Moorflächen zu finden, die Randbereiche sind überwiegend von Grünland geprägt. Im Nordwesten des Schutzgebietes befindet sich ein Waldgebiet.
Durch die Unterschutzstellung sollen die verbliebenen Reste des Moorkörpers erhalten werden. Gleiches gilt für Schwingrasen, Feuchtheiden und Seggenriedern, die in den Übergangsbereichen zu finden sind, sowie die im Schutzgebiet wachsenden Bruchwälder.
Durch Entkusselungs- und Wiedervernässungsmaßnahmen wird das Moor renaturiert. Im Herbst 2011 wurden im Rahmen der Renaturierungsmaßnahmen Entwässerungsgräben geschlossen, naturferne Gewässer umgestaltet und neue, flache Moorgewässer angelegt.
Das Moor ist Lebensraum unter anderem von Kranich, Sumpfohreule, Wespenbussard, Rotmilan, Rohr- Korn- und Wiesenweihe, Neuntöter, Raubwürger, Großer Brachvogel und Bekassine sowie Kiebitz, Ziegenmelker, Heidelerche, Feldlerche, Braunkehlchen, Schwarzkehlchen, Wiesenpieper, Gartenrotschwanz sowie verschiedenen Enten, darunter Krick- und Schnatterente. Das Gebiet ist außerdem Lebensraum der Kreuzotter. Im Moor siedeln Bestände der Rauschbeere.
Das Moorgebiet wird u. a. über Kalber Bach und Herwigskanal sowie Aue und Ramme zur Oste entwässert.
Eine rund 33 Hektar große, überwiegend bewaldete Fläche im Südosten des Naturschutzgebietes ist Bestandteil des Kompensationsflächenpools des Landkreises Harburg. Sie soll zu renaturiertem Moor und Feuchtwald entwickelt werden.
Im Norden grenzt ein Teilstück des Naturschutzgebietes direkt an die Autobahn 1. Im Süden verläuft das von der EVB betriebene Teilstück der Wilstedt-Zeven-Tostedter Eisenbahn zwischen Zeven und Tostedt.